# Villaflores
Villaflores és un municipi de la província de Salamanca a la comunitat autònoma de Castella i Lleó.

## Demografia
| 1991 | 1996 | 2001 | 2004 |
| ---- | ---- | ---- | ---- |
| 550  | 483  | 426  | 402  |

## Personatges il·lustres
- Ramón Ruiz Alonso, diputat dretà per Granada (1933-1936).